# Reem Mansour
Reem Mansour, född 20 december 1993, är en egyptisk bågskytt. Hon deltog vid olympiska sommarspelen 2016.